# Justin (général)
Justin (en latin : Justinus ; en grec : Ἰουστῖνος) est un général byzantin du VIe siècle, actif lors de la guerre des Goths en Italie sous Justinien.

## Biographie

Carte des opérations des cinq premières années de la guerre des Goths.

Le début de la vie de Justin est inconnu. Il n'apparaît qu'en 538, lors de la guerre que mène l'Empire byzantin contre le royaume ostrogoth pour reconquérir l'Italie. Il est alors aux côtés de Narsès, dans un corps d'armée de 7 000 qui vient en renforts de Bélisaire qui mène le combat et qui vient de remporter une précieuse victoire lors du siège de Rome. Justin détient alors le poste de maître des milices pour l'Illyricum. Il y a peut-être été nommé dès 536, après la mort de son prédécesseur, le général Mundus,. Les relations entre Bélisaire et Narsès sont complexes et Justin tend à s'aligner sur Narsès. Il l'accompagne pour chasser les Ostrogoths qui assiègent la cité de Rimini. Ensuite, avec l'aide du général Jean, Justin occupe la région de l'Emilie et rencontre peu de résistance des Goths durant l'hiver 538-539. Toutefois, Bélisaire s'entend toujours moins avec Narsès, à tel point que Justin et Jean refusent d'obéir au premier quand Bélisaire leur demande de venir en renforts de la cité de Mediolanum, assiégée par les Goths et les Francs. Ils préfèrent attendre un ordre de Narsès, ce qui est fatal à la résistance byzantine à Mediolanum, prise et saccagée,. 
A la suite de ce désastre, Narsès est rappelé à Constantinople pour laisser Bélisaire comme seul général en chef. Celui-ci décide de prendre Ravenne et, sur le chemin, doit réduire les forteresses d'Auximum et de Fiesole. Une partie de l'armée byzantine, menée par Jean et Martin, bloque l'armée ostrogothe du général Uraias tandis que Justin dirige un autre corps d'armée, composé notamment d'Isauriens, pour prendre Fiesole. Quant à Bélisaire, il mène en personne le siège d'Auximum. Justin est confronté à la puissance des remparts de Fiesole qui résiste tout au long de l'année 539. Toutefois, il parvient à repousser plusieurs sorties des assiégés et les réduit par la faim, les poussant à la capitulation à la fin de l'année,. 
Justin disparaît ensuite des sources jusqu'en 542. Il est probable qu'il reste malgré tout en Italie puisque c'est là qu'il réapparaît en 542. Il tient alors la cité de Florence quand il apprend que le roi goth Totila a rassemblé une grande armée et se dirige vers la ville. Justin manque alors de moyens pour résister et demande de l'aide en urgence. Il s'adresse aux généraux présents à Ravenne, notamment Jean, Bessas et Cyprien. Ces derniers réagissent rapidement et le contingent qu'ils envoient suffit à faire partir les Goths. Justin en profite pour joindre ses forces à ces renforts et ne laisse à Florence qu'une petite garnison. L'armée byzantine poursuit alors les Goths en retraite vers le nord mais lors de la confrontation, au cours de la bataille de Mucellium, les Byzantins essuient une lourde défaite. Les différents généraux se dispersent alors dans différentes forteresses dans la plaine du Pô et ne parviennent pas à se coordonner. Quant à Justin, il se replie sur Florence. 
Justin réapparaît ensuite à la fin de l'année 545. A cette date, Bélisaire s'apprête à quitter l'Italie pour les Balkans et il place Justin à la tête de la garnison de Ravenne. Il est mentionné une dernière fois en 552. Cette fois, c'est Narsès qui le confirme comme commandant de Ravenne.

## Sources
- (en) John B. Bury, History of the Later Roman Empire : From the Death of Theodosius I to the Death of Justinian, Volume 2, Mineola, Dover Publications, 1958 (ISBN 0-486-20399-9)
- (en) John R. Martindale, A. H. M. Jones et John Morris, The Prosopography of the Later Roman Empire : Volume III, AD 527–641, Cambridge (GB), Cambridge University Press, 1992, 1575 p. (ISBN 0-521-20160-8).